# Peson

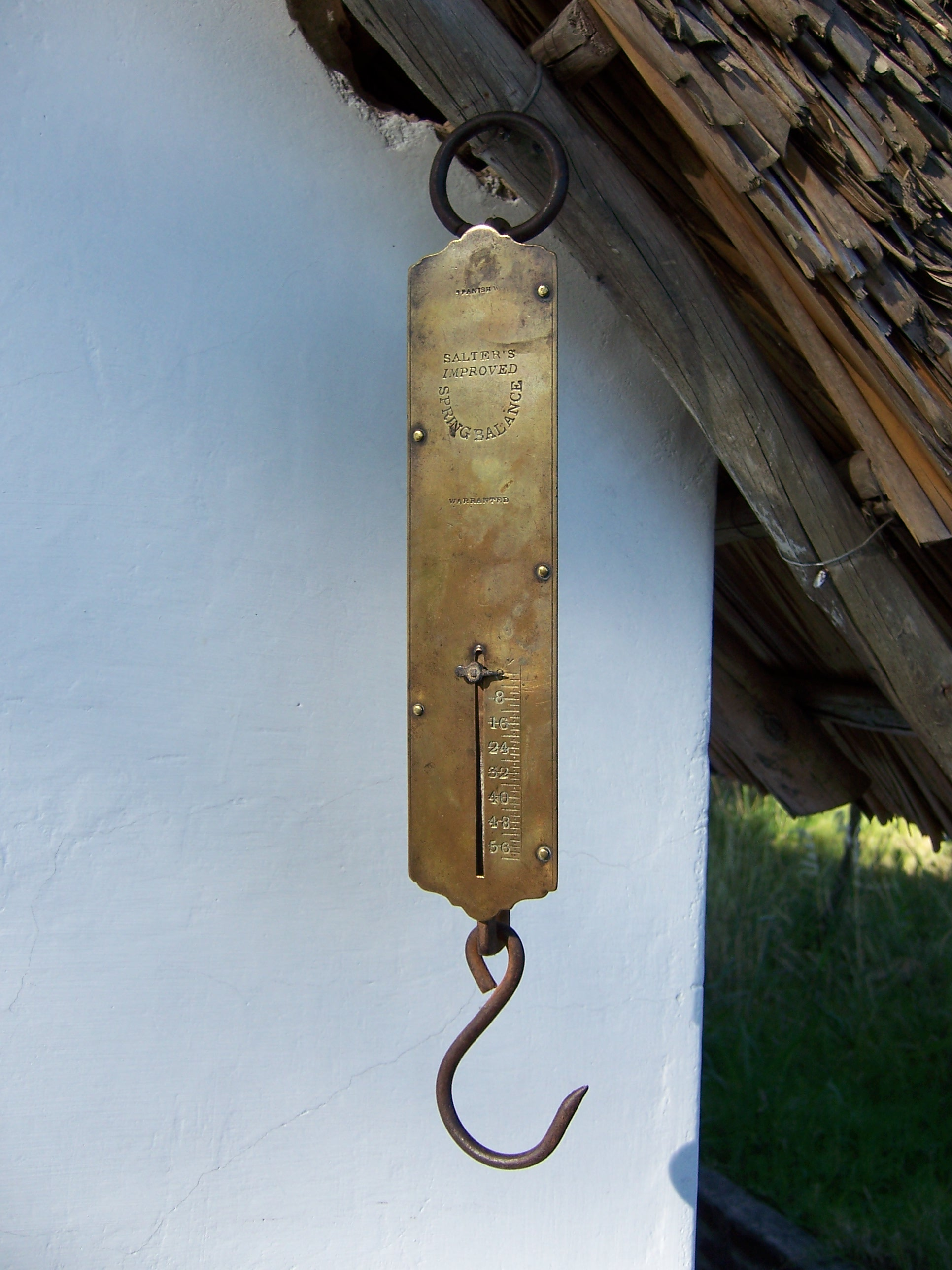
Dynamomètre à ressort

Le peson, aussi appelé newton-mètre (à ne pas confondre avec l'unité de moment de force newton mètre), est un dynamomètre quand il est mécanique ; c'est donc un appareil qui mesure des forces : poids par exemple. Le peson traditionnel ou mécanique est constitué d'un ressort dont on mesure l'allongement grâce à une réglette se déplaçant sur une échelle graduée.
Entre autres applications, il est possible d'effectuer le pesage de silos ou trémies, le pesage de camions et wagons dans le cadre de bascules routières ou ferroviaires, ou bien le pesage de matériaux convoyés par une bande transporteuse.

## Peson électronique
Le peson électronique est un dispositif qui permet la pesée en transformant une force en électricité. Il est constitué de quatre résistances dont une jauge de contrainte, disposées pour former un pont de Wheatstone. Le pont est alimenté par un courant électrique ; quand le peson n'est soumis à aucun effort, le pont est à l'équilibre. En revanche, lorsqu'il est appliqué une force au peson, la résistance électrique d'une jauge de contrainte est modifiée par la déformation. Cette résistance se mesure alors par équilibrage du pont, et il est alors possible de déterminer l'effort subi par le peson.

## Peson hydraulique
Même si la plupart des pesons sont des dispositifs électroniques, il en existe d'autres sortes, notamment les pesons hydrauliques. Ceux-ci sont utilisés quand l'emploi des pesons électroniques pose un problème. Par exemple, un peson hydraulique ne sera pas sensible à des tensions très élevées, dues à la foudre lors d'un orage notamment. Son utilisation se fait donc plus volontiers à l'extérieur des bâtiments.